# Открытый чемпионат Катовице по теннису
Открытый чемпионат Катовице — женский профессиональный международный теннисный турнир, проходящий в начале апреля в Катовице (Польша) на крытых хардовых кортах комплекса «Сподек». С 2013 года относится к международной серии WTA с призовым фондом 250 тысяч долларов и турнирной сеткой, рассчитанной на 32 участницы в одиночном разряде и 16 пар.

## Общая информация
Турниры WTA в Польше
На рубеже веков лицензию соревнований WTA имели сразу несколько городов: в 1998—2000 и 2002-04 годах сильнейших теннисисток мира принимали Сопот и Варшава: первый турнир имел большую историю, но накануне сезона-2005 местные организаторы решили сосредоточиться на проведении мужского соревнования, культивировавшегося в рамках этого приза с 2001 года; второй турнир имел частые проблемы с финансированием, периодически не проводился, но продержался в календаре до 2010 года, когда из-за проблем с финансированием соревнование было закрыто, а лицензия была передана брюссельским организаторам.
Наличие в тогдашнем профессиональном туре многих теннисисток с польским гражданством или с польскими родственниками заставляло WTA раз за разом пытаться создать в этой стране хотя бы один свой турнир и накануне сезона-2013 была достигнута договорённость с Катовице, где был создан зальное грунтовое соревнование.
Лицензия турнира и теннис в Катовице
Место, занятое в календаре призом в Силезском воеводстве, до того принадлежало другому турниру, ориентированному на популяризацию тенниса в одной конкретной стране: фарумским Открытым чемпионатом Дании. На тот чемпионат регулярно приезжала сильнейшая местная теннисистка того времени Каролина Возняцки, но большого успеха он не имел, хотя Каролина каждый раз приезжала туда и играла всю неделю.
Профессиональный тур бывал в Катовице не так часто: в начале 1990-х годов Национальная федерация проводила тут мелкие соревнования тура ITF, после чего город надолго исчез с теннисной карты Европы, вернувшись туда лишь в 2008 году, когда на рубеже лета и весны здесь был организован 25-тысячник. Не бесталанен был и местный теннис: в 1990-е годы игроком первой сотни как одиночного, так и парного рейтингов была Александра Ольша, а в 2010-х неплохо играла Сандра Заневская.
История турнира
Первый приз был проведён в апреле 2013 года, в самом начале европейского грунтового сезона. Первой ракеткой того турнира была Петра Квитова, восьмая теннисистка мира по одиночной классификации. На следующий год турнир был переведён на хардовое покрытие.

## Финалы турнира
| Год  | Чемпионка              | Финалистка     | Счёт           |
| ---- | ---------------------- | -------------- | -------------- |
| 2016 | Доминика Цибулкова     | Камила Джорджи | 6-4 6-0        |
| 2015 | Анна Каролина Шмидлова | Камила Джорджи | 6-4 6-3        |
| 2014 | Ализе Корне            | Камила Джорджи | 7-6(3) 5-7 7-5 |
| 2013 | Роберта Винчи          | Петра Квитова  | 7-6(2) 6-1     |

| Год  | Чемпионки                              | Финалистки                            | Счёт           |
| ---- | -------------------------------------- | ------------------------------------- | -------------- |
| 2016 | Мию Като Эри Ходзуми                   | Валентина Ивахненко Марина Мельникова | 3-6 7-5 [10-8] |
| 2015 | Исалин Бонавентюре Деми Схюрс          | Джоя Барбьери Карин Кнапп             | 7-5 4-6 [10-6] |
| 2014 | Юлия Бейгельзимер Ольга Савчук         | Клара Коукалова Моника Никулеску      | 6-4 5-7 [10-7] |
| 2013 | Лара Арруабаррена Лурдес Домингес Лино | Ралука Олару Валерия Соловьёва        | 6-4 7-5        |